# Evangelii praecones
Evangelii praecones è la ventunesima enciclica pubblicata da papa Pio XII il 2 giugno 1951.

## Contenuto
L'enciclica parla dell'incremento dell'attività missionaria nel 25º anniversario della Rerum Ecclesiae di papa Pio XI:
- I. Progressi
- II. Persecuzioni
- III. Il lavoro da compiere
- IV. Il missionario
- V. Lo scopo delle missioni
- VI. Il clero indigeno
- VII. L'Azione cattolica nelle missioni
- VIII. Scuole e stampa
- IX. Assistenza sanitaria
- X. Assistenza sociale
- XI. Contro l'esclusivismo territoriale e giurisdizionale
- XII. Rispetto per ciò che c'è di buono nella civiltà e nei costumi dei vari popoli
- XIII. Le esposizioni missionarie degli anni santi 1925 e 1950
- XIV. L'Unione Missionaria del clero e le Pontificie Opere di cooperazione missionaria
- XV. Appello a tutto il mondo cattolico.